# Adolf Hirémy-Hirschl
Adolf Hirémy-Hirschl (n. 31 ianuarie 1860, Timișoara, Imperiul Austriac – d. aprilie 1933, Roma, Regatul Italiei) a fost pictor evreu originar din Banat, care s-a stabilit ulterior în Italia.

## Biografia

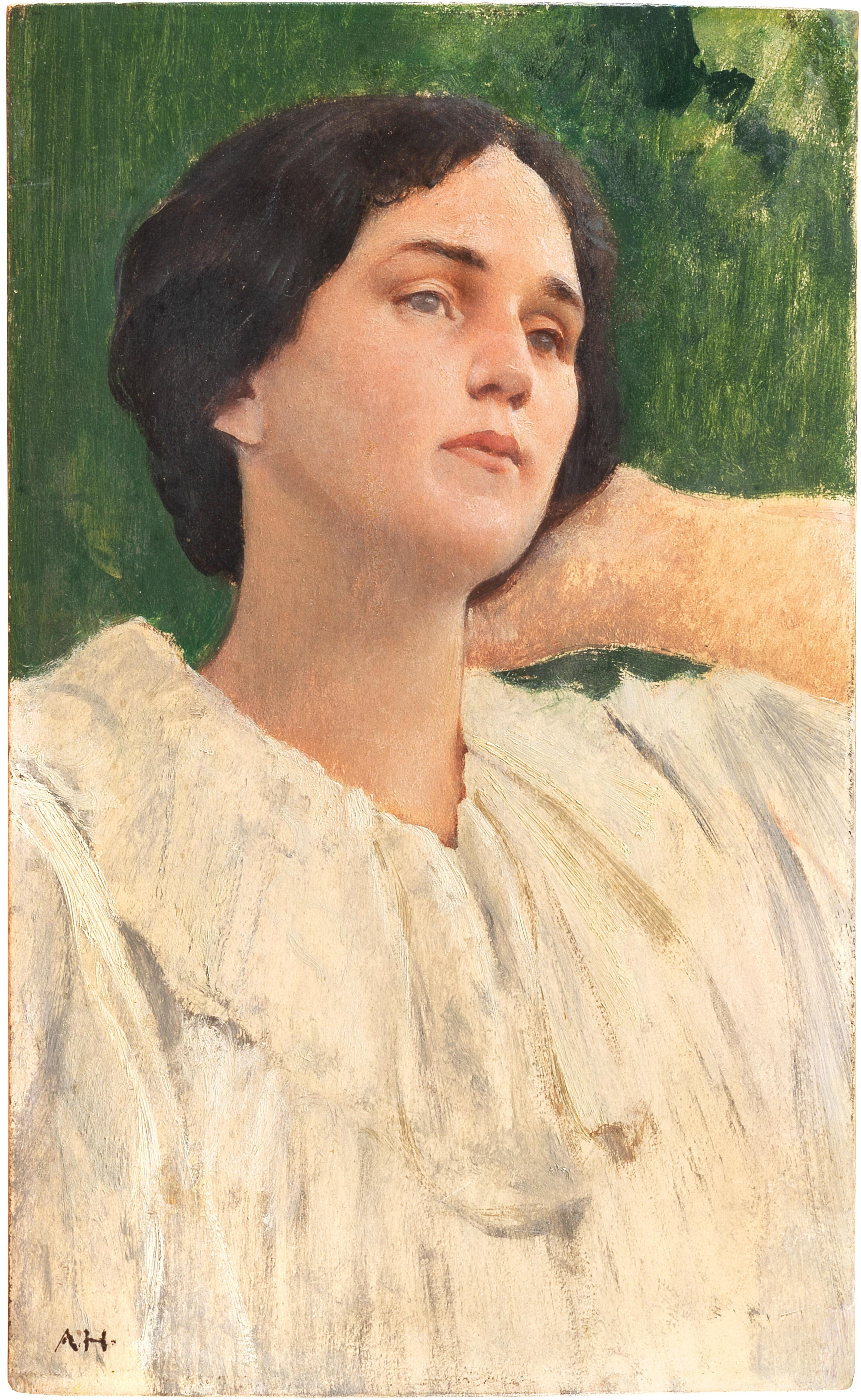
Soția artistului

### Copilăria și anii de studii
Adolf Hirémy-Hirschl s-a născut în 1860 sub numele Adolf Hirschl într-o familie de evrei din Timișoara, pe atunci parte a Imperiului Austriac. Deja la vârsta de 14 ani, în anul 1874, el s-a înscris pentru studii la Academia de Artă din Viena, pe care le-a încheiat în 1882.
Principalii săi profesori au fost August Eisenmenger și pictorul „orientalist” Leopold Karl Müller. Cu ajutorul unei burse de 3.000 de coroane a plecat în Egipt ca însoțitor al lui Müller. În anii 1884-1882 cu ajutorul Premiului Romei a vizitat pentru prima dată capitala Italiei.
A locuit în turnul Palatului Veneția, care servea drept sediu al ambasadei habsburgice pe lângă Sfântul Scaun. Cu acel prilej a vizitat în anul 1883 expoziția internațională de la Roma.

### Cariera artistică

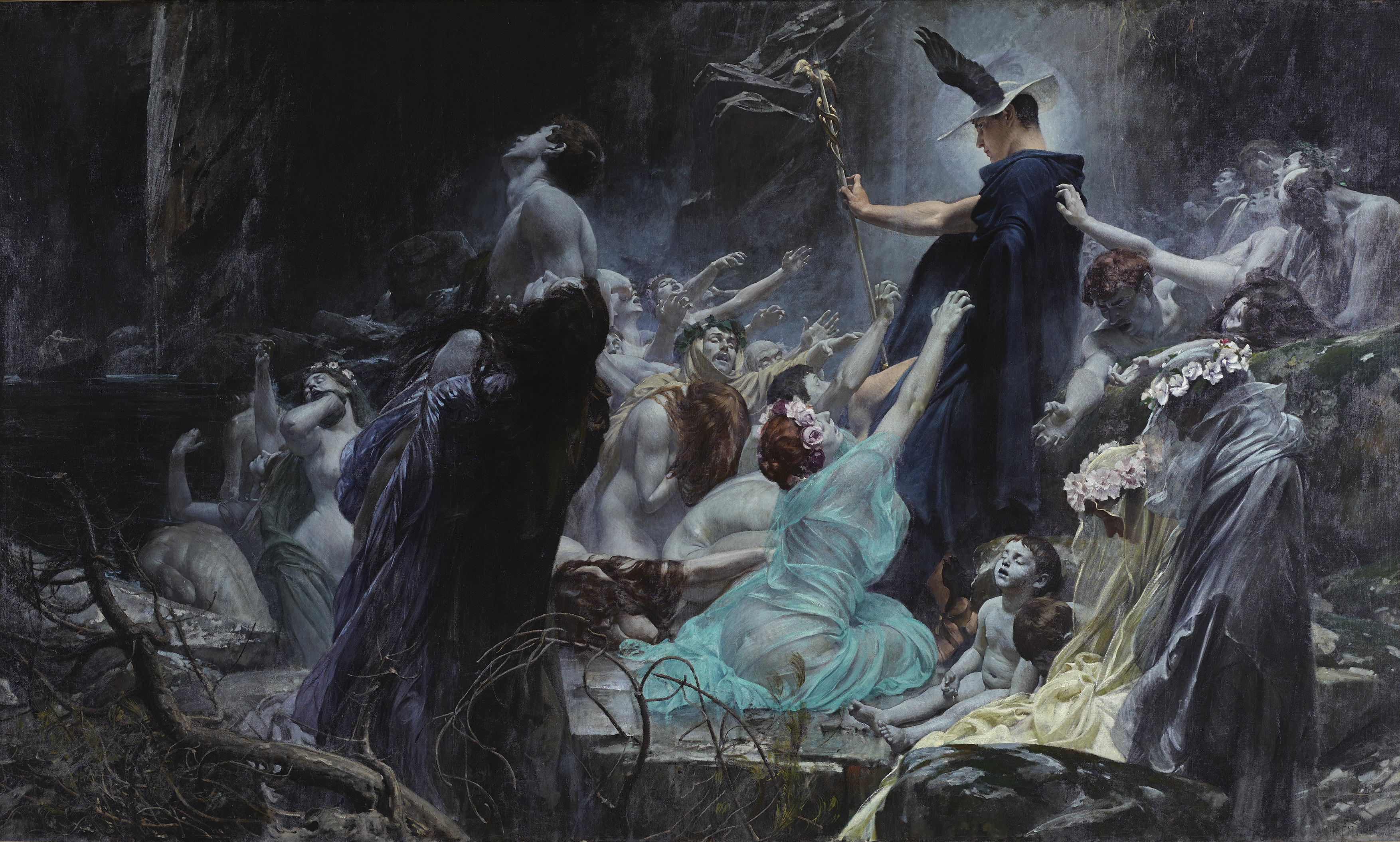
„Sufletele pe malul râului Acheron”,1898, ulei pe pânză, Galeria Austriacă Belvedere, Viena

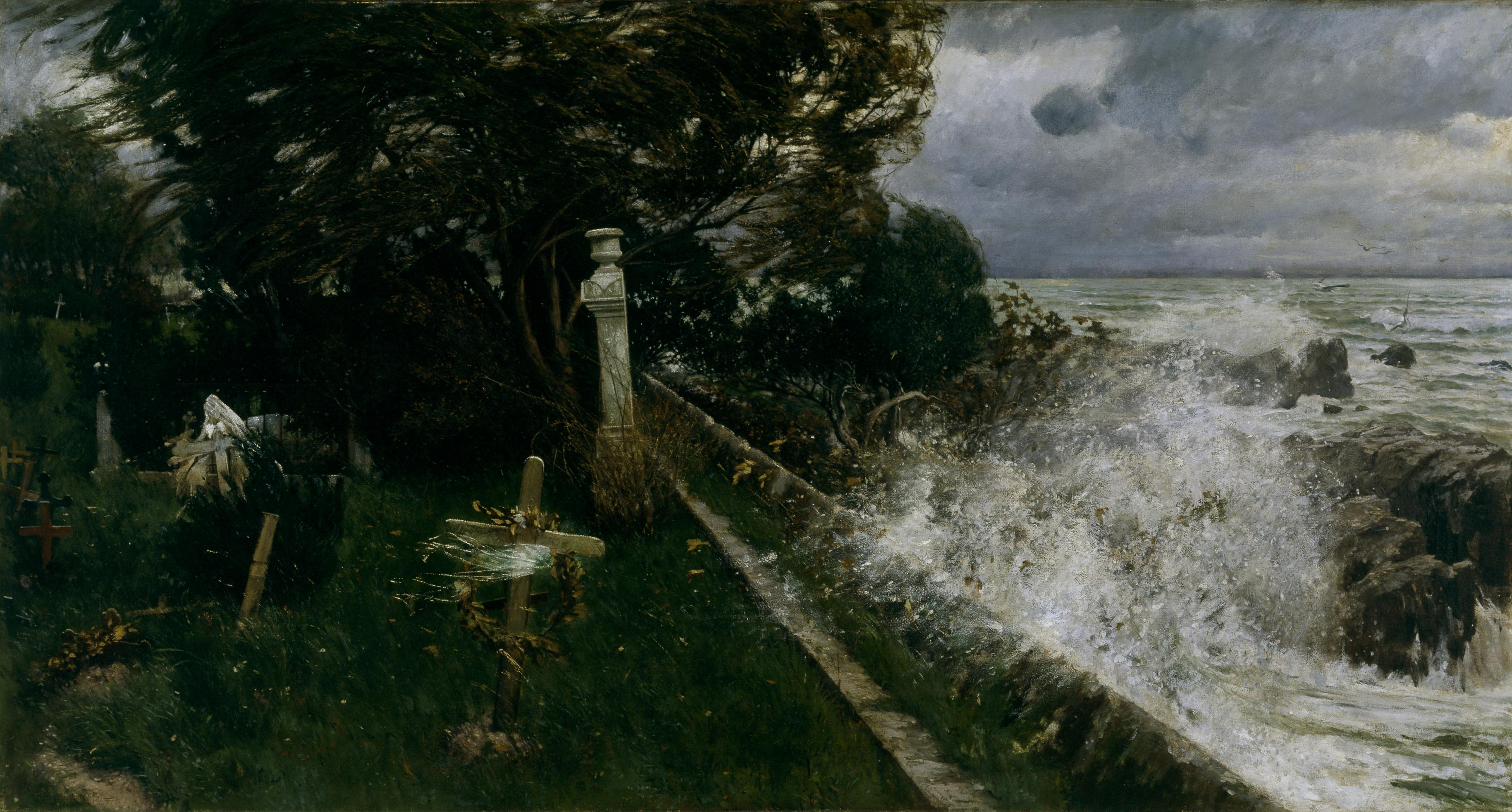
„Cimitir pe malul mării”, 1897, Muzeul de artă din Dallas, Texas

Hirschl a fost distins la finele secolului al XIX-lea cu numeroase premii la expoziții din Viena,
între altele, Premiul Imperial din anul 1891 și cu Marea Medalie de aur a Statului (1898). În 1901 a primit medalia de aur a Marii Expoziții de Artă din Berlin.
În anii 1890 Hirschl a avut o aventură cu o femeie căsătorită din înalta societate vieneză, Isa Roston (pe numele ei întreg Isabella Henriette Victoria Roston), ceea ce a dus la ostracizarea sa. În cele din urmă în 1898 femeia a divorțat de soțul ei și s-a măritat cu pictorul. Cuplul a avut o fată, Maud.
Consternat de atitudinea față de el a societății vieneze, Hirschl a decis sa revină la cetățenia sa maghiară și a adăugat numelui său de familie numele maghiar 
Hirémy. El a abandonat Viena și s-a stabilit la Roma, unde a activat în cadrul expozițiilor asociației Artiștilor iubitori și cultivatori ai artelor (Amatori e Cultori delle Belle Arti).
În anul 1904, 70 din tablourile sale au fost expuse la o expoziție retrospectivă organizată în cinstea sa. În anul 1911 a fost primit ca membru al Academiei di San Luca. În anii 1913-1913 Hirémy-Hirschl a fost președinte al Asociației  Artiștilor plastici germani din Roma (Deutscher Künstlerverein).
În anii primului război mondial Hirémy-Hirschl a fost nevoit să părăsească Roma. O parte din timp el a lucrat ca pictor de război în porturile Imperiului Austro-Ungar Triest și Cattaro.

## Creațiile sale
Hiremy-Hirschl s-a specializat mai ales în picturi inspirate de istorie și mitologie. Multe din creațiile sale poartă o aromă de sublim și decadență.
S-a împrietenit cu Gustav Klimt în timpul activității lor în cadrul Colectivului artiștilor din Viena, de dinaintea fondării curentului Sezession,dar căile lor artistice s-au despărțit.  
Hirémy-Hirschl s-a făcut cunoscut prin tablouri de mari dimensiuni în genul celor ale lui Karl von Piloty, având subiecte dramatice din istorie și mitologie, ca, de pildă, „Hanibal trecând Alpii”, „Mormântul lui Ahile”, „Invazia vandalilor la Roma” sau „Ciuma la Roma” (1884, lucrare care s-a pierdut) și care i-au adus un mare succes la răspântia dintre veacul al XIX-lea și cel al XX-lea.
În aceste picturi se evidențează adesea personaje nude sau cu trupurile învelite într-o mantie diafană albăstruie.
Pictura intitulată „Alai de nuntă în vechea Romă” i-a atras distincția cu Premiul imperial pe anul 1891. (Cu un an înainte obținuse acest premiu Klimt însuși)
La Roma Hirémy-Hirschl a pictat cu precădere peisaje mediteraneene și portrete. Artistul s-a făcut remarcat ca un maestru al desenului și schiței. Din perioada sa romană au rămas numeroase studii în cărbune sau cretă, care prefigurau picturile sale ulterioare. Studiile sale pentru tablouri precum „Sic transit...” și „Sufletele pe malul râului Acheron”, erau schițate pe hârtie albastră, violet-levănțică sau portocalie, care accentuau jocurile de lumină și făceau să contrasteze formele. Pentru picturile peisagistice erau create în pastel, acvaforte și guașă. Nudurile lui Hirémy-Hirschl erau cunoscute prin senzualitatea lor și "sexualitatea lor directă și deschisă".„Fragmentarea”, încercarea permanentă de a perfecționa o anumită parte, ceea ce era considerat pe vremea aceea un mijloc de a se eschiva de la desăvârșire și sinteză, era una din trăsăturile caracteristice ale creației sale. Unele din picturile sale sunt considerate "simboliste".
Marea și lumea acvaticǎ erau o altă temă pe care a abordat-o adesea, ca și scenele amintite, legate de mituri și religie, și care, după unii, ar fi fost inspirate de Arnold Böcklin.Așa de exemplu în tabloul despre „Prometeu consolat de Undine” (1892), „Fantezie marină” (1894) în care apare un poet cântând din harpă, călare pe un delfin și înconjurat de sirene, "Afrodita" (1893),„Cimitirul de pe malul mării”, „Valuri sparte”.
Hirémy-Hirschl a pictat și imagini reflectând pure stări de spirit ca de exemplu în „Singurătate” sau „Ceasuri triste”, ori înfățișând diferite etape ale somnului.
Tabloul „Ahasver la sfârșitul lumii” din anul 1888 descrie, asa cum se explică în inscripția însoțitoare, „imaginea ultimului dintre oameni,
„jidovul rătăcitor”, mergând într-o pustie polară, încolțit între îngerul speranței și un schelet reprezentând Moartea. În fața sa zace o figură feminină, întruchipare a omenirii stinse din viață, înconjurată de corbi amenințători. Razele unei lumini străvechi răzbat dinspre un alt înger îndepărtat, care plutește deasupra boltei furtunoase.”
Pictura a fost executată într-o gamă limitată de culori - albastru, gri, negru, alb, având și tușe de auriu și nuanțe mai calde în redarea cărnii dezgolite a femeii din avanscenă.
O altă lucrare însemnată a lui Hirémy-Hirschl, „Sufletele pe malul Acheronului” prezintă o mulțime de suflete moarte așteptând să fie transferate dincolo de râul Acheron. Mai încolo se zărește barca cărăușului Charon. Mijlocul tabloului este dominat de figura marcantă a zeului Hermes Psihopompul (Transportorul de suflete) asaltat de numeroase suflete care îl imploră sa le scutească de ultimul drum spre infern. 
Artistul a fost și membru în „Asociația Artiștilor Gravori din Roma” (Gruppo Romano Incisori Artisti).În Italia s-a împrietenit cu pictorul Max Roeder (1866-1947) și cu istoricul artelor și custodele Federico Hermanin de Reichenfeld (1868-1953).

## Premii și onoruri
- 1882 - Premiul Romei pentru tabloul „Invazia vandalilor în Roma”
- 1891 - Premiul imperial (Kaiserspreis) pentru „Alai de nuntă în Vechea Romă”
- 1898 - Medalia de aur a expoziției festive de la Künstlerhaus (Casa artistilor) din Viena pentru „Sufletele pe malul râului Acheron”
- 1911 - Membru al „Academiei di San Luca” din Italia

## Tablouri (selecție)
- 1882-  Ciuma la Roma

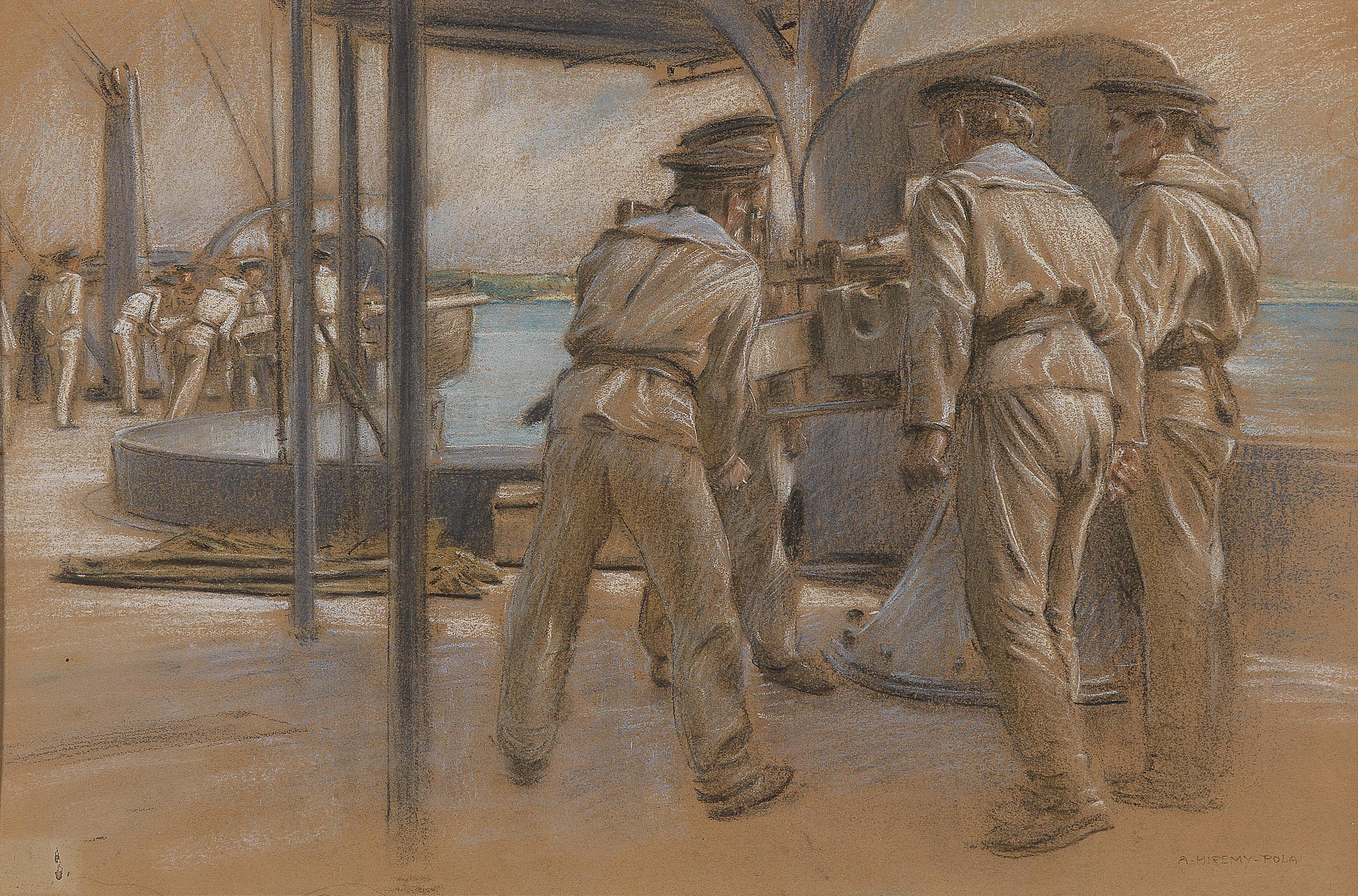
Marinari în portul Pula

- 1888 - Jidovul rătăcitor (Ahasver) la sfârșitul lumii
- 1889 - Sfânta Cecilia
- 1882 - Invazia vandalilor în Roma
- Prometeu în Oceanida
- 1894 - Fantezie marină
- 1897 - Afrodita
- 1897 - Cimitir pe malul mării
- 1898 - Sufletele pe malul râului Achron, ulei pe pânză. Galeria austriacă Belvedere, Viena
- 1912 - Sic transit..., poliptic compus din cinci picturi înfățișând în mod alegoric triumful creștinismului la Roma în zilele destrămării Imperiului Roman